# 中坑 (臺南市)
中坑，是臺灣臺南市南化區的一個傳統地域名稱，位於該區西部偏南側。相較於今日行政區，其範圍大致包括中坑里、北平里。
本地區境內主要聚落為中坑、芋園（竹頭崎）、口中坑、半平橋、尖山、七苓。

## 歷史
台灣日治初期，中坑地區為一街庄，稱為「中坑庄」（舊制街庄），隸屬於內新化南里。該庄昔日西北與九層林庄為鄰，東北與芒仔芒庄為鄰，東南邊及南邊為南庄，西南邊為菁埔藔庄、內庄仔庄。
1901年（日治明治三十四年）11月11日，全台廢縣廳改設二十廳，該庄隸屬於臺南廳。1904年（明治三十七年）3月31日，該庄編入「內新化區」，隸屬於臺南廳。1909年（明治四十二年）10月25日，全台合併二十廳為十二廳，內新化區仍隸屬於臺南廳。1920年（大正九年）10月1日，全台地方制度大改正，廢十二廳改設五州二廳，該庄改制為「中坑」大字，隸屬於臺南州新化郡南化庄（新制街庄）。
戰後南化庄改制為南化鄉，隸屬於臺南縣，大字亦改制為村。1950年（民國39年）10月25日，雲、嘉、南分治，南化鄉仍隸屬於臺南縣。2010年（民國99年）12月25日，臺南縣、市合併為直轄臺南市，南化鄉改制為南化區，村亦改制為里。

## 聚落
本地區發展較早的聚落為中坑、芋園（竹頭崎）、口中坑、半平橋、尖山、七苓，在日治初期的官方地圖上已有記載。

## 交通
省道台3線俗稱「內山公路」，是臺北市市區至屏東的幹道，經過本地區東端。由該道路北行可前往玉井區、楠西區、嘉義縣大埔鄉、番路鄉南部等地；南行可前往南化區南化市區、高雄市內門區、旗山區中北部、美濃區西端、旗山區東部等地。
省道台20乙線是左鎮至南化的道路，也是南部橫貫公路的一段替代路線，經過本地區南端。由該道路西行可前往左鎮區左鎮市區東郊，並止於省道台20線路口，東行可前往南化市區東北郊，並止於省道台3線路口。
區道南174線是西埔至苦苓湖的道路，其西側端點（起點）位於本地區南部邊界偏西的省道台20乙線路口。
區道南191線是七苓至中坑的道路，全線位於本地區境內，其北側端點（起點）位於本地區東部近邊界地帶的省道台3線路口，南側端點（終點）位於本地區南部近邊界地帶的省道台20乙線路口，中途經過尖山、半平橋、竹頭崎等聚落。
區道南196線是湘埔至崎下的道路，經過本地區東南端。